# Grand Prix van Roussillon 1947
De Grand Prix van Roussillon 1947 was een autorace die werd gehouden op 27 april 1947 op het Circuit des Platanes de Perpignan in de Franse stad Perpignan.

## Uitslag
| Positie | No | Rijder                | Team          | Ronden | Tijd/Opgave     | Startplaats |
| ------- | -- | --------------------- | ------------- | ------ | --------------- | ----------- |
| 1       | 2  | Eugène Chaboud        | Talbot-Lago   | 58     | 1:35:06.3       | 3           |
| 2       | 16 | Henri Louveau         | Delage        | 57     | +1 ronde        | 4           |
| 3       | 6  | Yves Giraud-Cabantous | Delahaye      | 57     | +1 ronde        | 5           |
| 4       | 12 | Pierre Levegh         | Delage        | 57     | +1 ronde        | 7           |
| 5       | 20 | Georges Grignard      | Delahaye      | 55     | +3 ronden       | 8           |
| 6       | 28 | Louis Rosier          | Talbot-Lago   | 55     | +3 ronden       | 10          |
| 7       | 4  | Henri Trillaud        | Delahaye      | 55     | +3 ronden       | 12          |
| NF      | 8  | Raymond Sommer        | Maserati      | 44     | Versnellingsbak | 1           |
| NF      | 18 | Roger Loyer           | Delahaye      | 40     | Condensator     | 9           |
| NF      | 10 | Philippe Étancelin    | Delage        | 33     | Motor           | 6           |
| NF      | 30 | Jean-Pierre Wimille   | Simca-Gordini | 21     | Oververhitting  | 2           |
| NF      | 14 | Jean Achard           | Delage        | 7      | Ongeluk         | 11          |